# فيكتور سوليفان
فيكتور سوليفان معروف بـ"سولي" هو أحد الشخصيات الخيالية في رواية أنشارتد، وهو صديق لناثان دريك ومساند له وبطل رئيسي في الرواية، وهو رجل كبير بالسن وله ماضي إجرامي ظهر في جميع أجزاء السلسلة الأربعة، وقد وصف المراجعين الألعاب أنه محبوب من قبل محبين السلسلة. يتمتع فيكتور سوليفان بشعر أبيض ويتميز بقامة طويلة.